# Ctenophthalmus bisoctodentatus
Espèce
Synonymes
- Ctenophthalmus adetus Jordan & Rothschild, 1920[1]
- Ctenophthalmus bisseptemdentatus Kolenati, 1863[1]
- Ctenophthalmus musculi Kolenati, 1856[1]
- Ctenophthalmus bisoctodentatus subsp. heselhausi (Oudemans, 1914)[2]

Ctenophthalmus bisoctodentatus est une espèce de Puces de la famille des Hystrichopsyllidae et du genre Ctenophthalmus dont elle est l'espèce type. 
Ctenophthalmus est le plus grand genre de puces avec 260 espèces et sous-espèces réparties dans les écorégions holarctique et afrotropicale.
Ctenophthalmus bisoctodentatus est une espèce nidicole stricte très commune, plus fréquente au printemps, dont l'hôte est plutôt spécifique, Talpa europaea, mais qui peut occasionnellement se retrouver sur d'autres espèces de micromammifères. Le caractère nidicole strict concerne généralement les puces d’oiseaux et est exceptionnel chez les mammifères. Le mâle mesure de 2 à 2,5 mm de long et la femelle de 2,3 à 2,8 mm,.
Il s'agit d'une espèce d'Europe continentale présente de la France avec l'île de Jersey à l'ouest ; jusqu'au nord de l'Italie au sud ; de l'Allemagne, en Autriche, en Suisse et jusqu'en Russie européenne à l'est ; au Danemark et jusqu'au sud de la Suède et de la Finlande au nord,.
Il existe également deux autres sous-espèces reconnues :
- Ctenophthalmus bisoctodentatus subsp. bisoctodentatus
- Ctenophthalmus bisoctodentatus subsp. certus Beaucournu, 1979 (Roumanie)[2],[1]
- Ctenophthalmus bisoctodentatus subsp. suciuae Beaucournu & Grulich, 1981 (Italie)[2],[1]